# Šumber
Pour les articles homonymes, voir Sumber.
Šumber (en italien : Sumberg ou Casali Sumberesi) est une localité de Croatie située en Istrie, dans la municipalité de Sveta Nedelja, dans le comitat d'Istrie. En 2001, la localité comptait 432 habitants.

## Démographie
| 1948 | 1953 | 1961 | 1971 | 1981 | 1991 | 2001 |
| ---- | ---- | ---- | ---- | ---- | ---- | ---- |
| 928  | 875  | 772  | 649  | 604  | 524  | 432  |